# Julia Dufour
Julia M. Dufour (Buenos Aires, 1836 - Carmen de Patagones, provincia de Buenos Aires, 9 de agosto de 1878) fue una pionera argentina de la Patagonia Argentina, esposa del comandante Luis Piedrabuena.

## Biografía
Nació en Buenos Aires, siendo hija de un marino francés. Se casó con Luis Piedrabuena el 2 de agosto de 1868 en la iglesia de la Merced en Buenos Aires y acompañó a su marido en su vivienda de la isla Pavón, en territorio de la actual provincia de Santa Cruz, viviendo allí dos meses acompañándolo en una suerte de luna de miel. Fue la primera mujer blanca que vivió el sur patagónico. En su diario de vida registró sus días allí, describiendo sus sentimientos de patriotismo:

¡Que triste esta tierra! Lo único que alegró mi alma fue la blanca casita que se destacaba en el centro de la isla como una gaviota reposada sobre las aguas de un mar tranquilo; y al ver la bandera de mi patria que ondeaba en lo alto de un palo en el frente de la casita no pude contener algunas lágrimas de alegría y gratitud. De alegría porque traía a mi memoria los recuerdos de mi querida Buenos Aires, con los seres que allí amo; como estoy de lejos de la civilización, me parece también que estoy lejos de la Patria. De gratitud porque como argentina, con alguna debía pagar al hombre que gasta su vida y sus intereses en servir a la Patria y a la Humanidad del modo y con el desinterés que lo hace mi pobre Luis.

En su diario también describe el choque cultural sentido al conocer a los tehuelches y el cambio desde la vida «civilizada» (como ella denomina a su vida en Buenos Aires, donde vivía cómodamente y acostumbrada al bienestar, y que también asocia con la patria) hacia el ambiente desolado y la vida precaria en el sur patagónico.

Al desembarcar en la isla [Pavón] fuimos recibidos con muestras del más ardiente júbilo por los marineros que Luis había dejado para
custodia de la bandera y para plantel de la colonia. En la plaza nos esperaban dando fuertes y extraños gritos una turba de indios cuya presencia me causaba cierto temor que se troca cada vez más en lástima. Cuando puse mis pies en tierra Luis me presentó al más anciano de los indios, que hablaba un poco castellano; a un grito de éste empezaron las indias a rodearme y después de una porción de ceremonias llenas de bruscas piruetas que me hubieran hecho reír de buena gana a no estar mi ánimo fuertemente impresionado a la vista de aquellos míseros seres, que parecían abandonados a la mano de Dios, entonaron un canto tanto o más salvaje que la perspectiva del panorama que aquellos parajes desnudos de verdura ofrecían a mis ojos.

Luego vivió en Punta Arenas, Chile, mientras su esposo navegaba en las aguas patagónicas al servicio de la Argentina. Allí fue víctima de presiones por parte de las autoridades chilenas locales debido a que su esposo era considerado un espía del gobierno argentino. Volvió a Carmen de Patagones a dar luz a sus cinco hijos: Ana, Luis (fallecido a los tres años de edad), Julia Elvira, María y Luis. Falleció en dicha localidad a los 41 años de edad por tisis pulmonar.
Desde el 24 de agosto de 1987 sus restos descansan junto a los de su esposo en un mausoleo de la iglesia Nuestra Señora del Carmen de la localidad de Carmen de Patagones.

## Homenajes

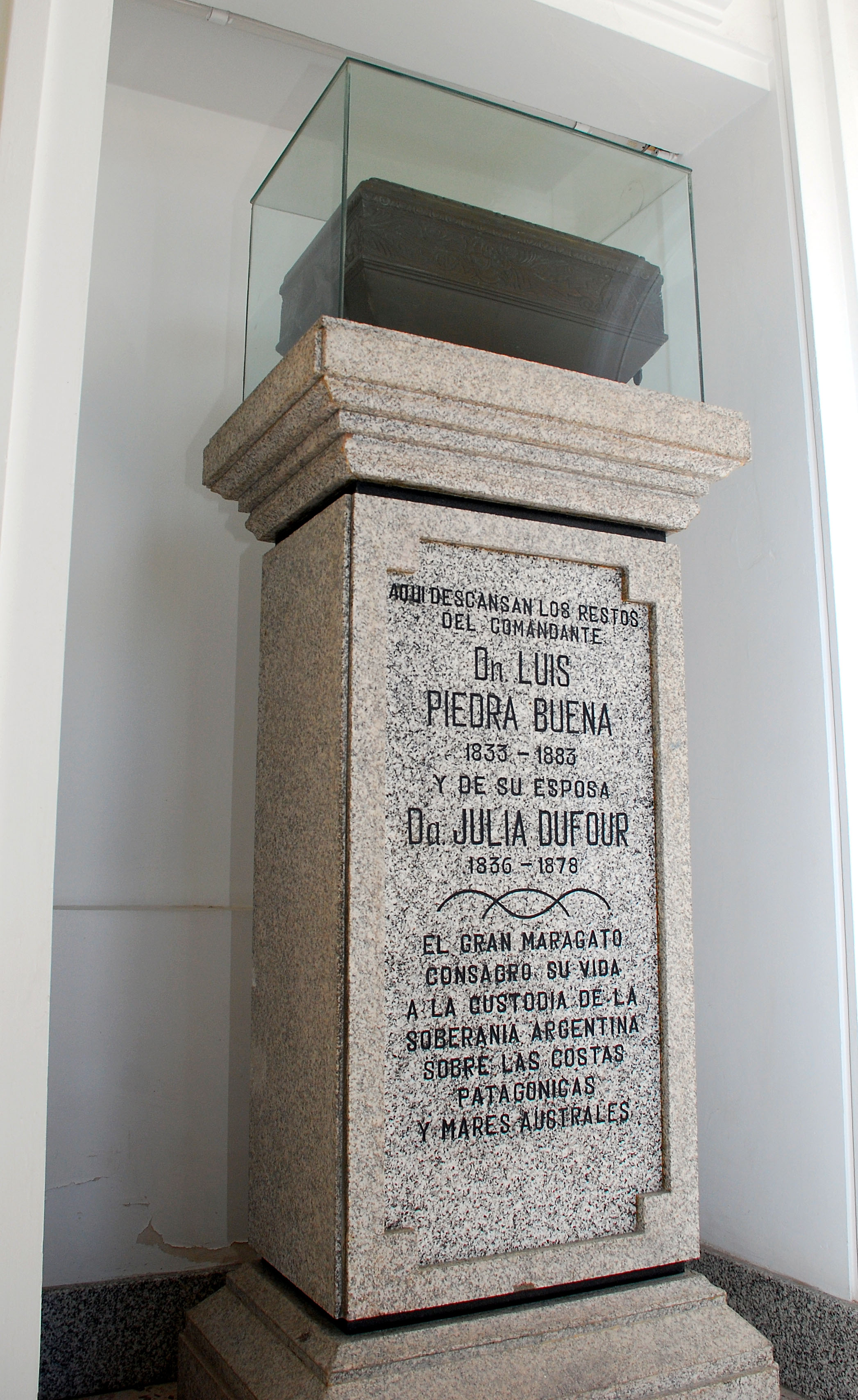
Vista interna del sepulcro de Luis Piedrabuena y Julia Dufour en Carmen de Patagones.

Una localidad del departamento Güer Aike de la provincia de Santa Cruz y una estación del Ramal Ferro-Industrial de Río Turbio lleva su nombre.
En 1865 Piedrabuena había adquirido un pailebote de 20 toneladas para despachar hacia Buenos Aires con un cargamento con los primeros productos obtenidos en el territorio de Santa Cruz. Esta embarcación fue bautizada como Julia. En 1867, junto con el Espora, llegó hasta los 67 grados de latitud Sur cazando elefantes y lobos marinos. En 1869 la embarcación se perdió con sus cuatro tripulantes.